# Озёрная (деревня, Курганская область)
Озёрная — упразднённая деревня на территории Каргапольского района Курганской области России. Ныне (2005 год) урочище и летник.
До упразднения уездно-губернского деления входило в состав Долговского сельсовета Чашинского района Курганского округа Уральской области (до 1923 года Брылинской волости Курганского уезда Тобольской губернии).

## Название
Имела два названия: Озёрная (Моховая), оба по расположению у озера Моховое.

## География
Находилась у озера Моховое, вблизи озёр Долговлянское (ныне болото), Коршуново, Северное (у д. Северная) и Белоусово (у д. Белоусова)

## История
Точное время основания д. Озерной неизвестно. В 1780-х гг. она уже существовала и располагалась в стороне от больших дорог вблизи озера Мохового (ныне озеро Коршуново), от которого получила свое второе наименование — Моховая.

### Часовня святого Георгия Победоносца
В 1892 г. в д. Озерной была построена деревянная часовня в честь Святого великомученика Георгия Победоносца, в день памяти которого Чимеевским причтом в ней совершалось богослужение. В последний раз часовня упоминается как действующая в 1922 г., о её судьбе в дальнейшем сведений не обнаружено.

## Население
К 1873 году — 129 жителей, из них 62 мужчины, 57 женщин, к 1928 году — 277 человек, все — русские, из них
132 мужчины, 145 женщин.
По сведениям конца XIX в. в селении проживало только коренное население.
По крайней мере, с 1780-х гг. д. Озерная (Моховая) принадлежала к приходу Богородице-Казанской церкви с. Чимеевского, расположенного в расстоянии 8 верст. Жители деревни считали себя прихожанами Чимеевской церкви и в тот период, когда храм не функционировал с 1937 по 1947 г., и в последующее время.

## Известные жители
- Еланцев, Фёдор Николаевич - (1881-1945), участник Русско-Китайской (1900-1901) и Русско-Японской войн (1904-1905)[5]

## Инфраструктура
Личное подсобное хозяйство с зоной сельскохозяйственного использования, индивидуальная застройка усадебного типа. К 1873 году — 34 двора, к 1928 году — 59 дворов

## Транспорт
В «Списке населённых мест Тобольской губернии 1912 года» указано, что Озерная деревня, при оз. Моховом, находится на прос. дор.